# Uncontrolled
| Recensione          | Giudizio     |
| ------------------- | ------------ |
| Hot Express         | (favorevole) |
| Listen Japan        | (favorevole) |
| Rolling Stone Japan |              |

Uncontrolled è il decimo album studio della cantante giapponese Namie Amuro, pubblicato il 27 giugno 2012 dalla Avex Trax nei formati CD, CD+DVD e Playbutton. L'album è stato annunciato dalla cantante via Facebook. Sebbene la maggior parte delle tracce sia in lingua giapponese, l'album consta di numerose canzoni cantate interamente in inglese.
Dall'album sono stati estratti quattro singoli : Break It/Get Myself Back, Naked / Fight Together / Tempest, Sit! Stay! Wait! Down! / Love Story e Go Round/ YEAH-OH. La traccia ONLY YOU è stata inoltre usata come canzone-tema per gli UEFA Euro 2012.

## Tracce[10]
CD
1. In the Spotlight (Tokyo) (Christian Anders Fast, Henrik Carl Nordenback) - 3:57
2. Naked (Verbal, Shinichi Osawa) - 4:22
3. Go Round ('N Round 'N Round) (Aili, Kim Tae-sung, L. Nervo, M. Nervo, T-SK) - 3:21
4. Sit! Stay! Wait! Down! (Michico, T. Kura) - 3:14
5. Hot Girls (Liv Nervo, Mim Nervo, Stefanie J. Ridel, Michael Dennis Smith) - 2:58
6. Break It (Al Ver.) (Nao'ymt) - 3:22
7. Get Myself Back (Nao'ymt) - 4:32
8. Love Story (Tiger, T. Kim, L. Nervo, M. Nervo, T-SK) - 4:44
9. Let's Go (Tiger, T. Kim, L. Nervo, M. Nervo, T-SK) - 3:11
10. Singing "Yeah-Oh!" (Double, T. Kim, L. Nervo, M. Nervo, T-SK) - 3:23
11. Fight Together (Nao'ymt) - 4:17
12. Only You (Peter Mansson, C. Fast, Didrik Stig Erland Thott, Sharon Vaughn) - 4:13
13. Tempest (Nao'ymt) - 4:35

DVD
1. In the Spotlight (Tokyo)
2. Naked
3. Go Round
4. Hot Girls
5. Break It
6. Get Myself Back
7. Love Story
8. Let's Go
9. Yeah-Oh
10. Only You
11. Tempest

## Classifiche e Vendite

### Classifiche
| Classifica                                      | Posizione raggiunta |
| ----------------------------------------------- | ------------------- |
| Corea del Sud (Gaon Weekly Chart)               | 36                  |
| Corea del Sud (Gaon International Weekly Chart) | 8                   |
| Corea del Sud (Hanteo Daily J-Pop Chart)        | 1                   |
| Corea del Sud (Hanteo Weekly J-Pop Chart)       | 1                   |
| Giappone (Oricon Daily Chart)                   | 1                   |
| Giappone (Oricon Weekly Chart)                  | 1                   |
| Giappone (Oricon Monthly Chart)                 | 1                   |
| Taiwan (G-Music Combo Chart)                    | 5                   |
| Taiwan (G-Music International Chart)            | 2                   |
| Taiwan (G-Music J-Pop Chart)                    | 2                   |
| World Albums Top 40                             | 3                   |

### Vendite
| Classifica               | Ammontare |
| ------------------------ | --------- |
| Oricon - vendite fisiche | 503.000   |
| RIAJ - vendite fisiche   | 500 000+  |

## Date di Pubblicazione
| Nazione       | Data            | Formato                                | Etichetta                       | Catalogo                         |
| ------------- | --------------- | -------------------------------------- | ------------------------------- | -------------------------------- |
| Giappone      | 27 giugno 2012  | Digital Download, CD CD+DVD Playbutton | Avex Trax                       | AVCD-38523 AVCD-38522 AQZD-50725 |
| Taiwan        | 29 giugno 2012  | CD, CD+DVD                             | Avex Taiwan                     | AVJCD10510 AVJCD10510/A          |
| Hong Kong     | 29 giugno 2012  | CD, CD+DVD                             | Avex Asia                       | AAJCD20103 AAJCD20102D           |
| Corea del Sud | 9 luglio 2012   | CD+DVD                                 | SM Entertainment                | SMKJT0189B                       |
| Singapore     | 3 agosto 2012   | CD, CD+DVD                             | Universal Music                 | AAJCD20103 AAJCD20102D           |
| Filippine     | 20 ottobre 2012 | CD, CD+DVD                             | Universal Records (Philippines) |                                  |